# 浅香唯大全集 THE COMPLETE BOX
『浅香唯大全集 THE COMPLETE BOX』（あさかゆいだいぜんしゅう ザ・コンプリート・ボックス）は、浅香唯の11枚組CD-BOX。1993年7月21日にマイカルハミングバードよりリリースされた。

## 解説
- 1993年2月末をもってマイカルハミングバードを退社し休業に入った浅香唯の、同レコード会社に残した全楽曲を発表順に収録した。
- シングル・カセットのみに収録されていたメッセージや、シングルとアルバムのバージョン違いも全て収録されているが、ボーカル新録のベスト・アルバム『Thanks a lot』の全音源、及びライブ・アルバム『ANNIVERSARY 2824』の「誘う春の風」以外の音源は収録されていない。
- 特典として、1989年8月23日に大阪厚生年金会館で行われたコンサート（夜の部）の模様を収録した音源をDisc-11に収録（なお、このツアーの東京公演は『ロックンロール・サーカス'89 浅香唯スパークリング・ライブ』として映像化されている）。
- ジャケット写真の別カットを中心に年代順に未発表写真を収録した80ページのブックレット封入。
- 予約特典として、全シングルの復刻ジャケットがプレゼントされた（風間三姉妹「Remember」、非売品シングル「7 day's Girl」のジャケットを含む）。

## 収録曲

### Disc-1
Jun.'85 - Feb.'87
1. 夏少女
2. 一人ぼっちのランデブー
3. ふたりのMoon River
4. モダンボーイ白書
5. ヤッパシ…H!
6. ピンクの結晶（クリスタル）
7. その気☆不思議
8. 星のマリーナ
9. あぶないサタデイ・ナイト
10. 恋愛ヤンチャ娘
11. サヨナラDecember
12. 渚のセカンド・デイト
13. コンプレックスBANZAI!!
14. 乙女のX day
15. 10月のクリスマス
16. こんなに涙がこぼれるなんて
17. STAR
18. もう一度逢えるなら
19. WEEKEND GIRLS
20. 星空のディスコティック 〜Dancin' on the Street〜
21. ひとりぼっちの卒業式

### Disc-2
Feb.'87 - Oct.'87
1. コンプレックスBANZAI!! (Special Mix Version)
2. April Dreamer
3. 唯メッセージ
  - 「瞳にSTORM」のシングルカセットに収録
4. 瞳にSTORM
5. エスケイプの夏
6. 唯ちゃんのハローコール
  - 「虹のDreamer」のシングルカセットに収録
7. 虹のDreamer
8. Blue Horizon
9. 風のWings
10. 虹のDreamer (Rainbow Mix)
11. 人魚（マーメイド）の涙
12. 千年天使
13. 落葉のシルエット
14. 瞳にSTORM (Rainbow Mix)
15. Don't You Know?
16. 舞い姫
17. TO BE LATE
18. GOAL
19. Remember
20. スケバン刑事III 主題歌メドレー （STAR〜瞳にSTORM〜虹のDreamer）
21. 風間唯メッセージ
22. 風間唯メッセージ (Cassette Version)
  - 「Remember」のシングルカセットに収録

### Disc-3
Dec.'87 - Aug.'88
1. 贈りもの
2. Remember (浅香唯ソロ・バージョン)
3. Believe Again
4. 19時のLunar
5. Remember (Power Up Mix)
  - サウンドトラック『スケバン刑事・風間三姉妹の逆襲』に収録
6. C-Girl
7. Stay by Me
8. Kiss of Fire
9. Sunrise to Sunset
10. Heartbreak Bay Blues
11. All My Love
12. Cry On
13. Hold Me Tight
14. Forever
15. 勇気
16. セシル
17. 哀しみの翼

### Disc-4
Dec.'87 - Aug.'88
1. Melody
2. フレンド
3. 雨が雪に変わった夜に Snow Winding Road -Midwinter 1988-
4. スターシップ Star Ship Magic -Spring 1985-
5. 笑顔にためた涙 Cry For The Moon -Beginning of Summer 1986-
6. ホントならタイヘン Break! -Early Spring 1987-
7. 右瞳（みぎめ）いっぱいの夏 Vitamin C -Midsummer 1988-
8. 未来へつづく朝 Today Yesterday Tomorrow -Early Dawn 1989-
9. TRUE LOVE
10. NIGHT DANCER
11. Melody (Album Version)
12. 泣かないでMY HEART
13. Moon Train
14. RELY ON ME
15. トライアル
16. セシル (Album Version)
17. BANDIT

### Disc-5
Mar.'89 - Nov.'89
1. ホワイト・ナイツ
2. 瞳のラビリンス
3. NEVERLAND 〜YAWARA!メインテーマ〜
4. 笑顔はどうしたの
5. 恋のロックンロール・サーカス
6. 愛の元気主義
7. DREAM POWER
8. Be Yourself
9. 君の誇り
10. TAKE IT EASY
11. きっと…いつか
12. Good-bye Celebration
13. 恋のロックンロール・サーカス (PRIDE VERSION)
14. Johnny
15. GO! GO! 90'S
16. 未完成な恋人達
17. NUTS TO YOU!

### Disc-6
Nov.'89 - Jun.'90
1. JOY
2. Chance!
3. Smile Away
4. 7 day's Girl
  - 非売品シングル
5. Chance! (Nude Version)
6. ガールフレンズ
7. 7 day's Girl (Nude Version)
8. Street Rock
9. Lonesome Blvd.
10. BEAT UP!
11. Dawn Dawn
12. Great Sheep
13. 約束
14. HEARTは元気?
15. ボーイフレンドをつくろう
16. 僕らの独立記念日

### Disc-7
Jul.'90 - Dec.'91
1. OPEN YOUR EYES
2. Color
3. Somebody Loves Me
4. 失った心
5. Don't Tell Her About Me
6. Close to My Heart
7. 秘密にできない
8. Our Birthday
9. 夜が明けるまで
10. Self Control
11. 孤独（ひとり） 〜この声が聞こえても〜
12. Missing Person
13. DIAMOND RAIN
14. 孤独（ひとり） 〜この声が聞こえても〜 (Remix)
15. さよならの言い訳
16. JACK

### Disc-8
Dec.'91 - Jan.'92
1. Kiss, Honey, Kiss
2. Self Control (Remix)
3. 終わらない罪
4. 恋のUpside-Down
5. START IT ALL AGAIN
6. STRANGE CITY
7. BROKEN HEART
8. 宇宙への手紙
9. Realism
10. 小さな奇蹟
11. キスより甘い涙
12. サイクリング・ガール
13. Sunset Cross
14. 愛しい人と眠りたい
15. 黒い鳥

### Disc-9
Feb.'92 - Aug.'92
1. Stay with me
2. 友情
3. WORKING GIRL
4. 休日、ひだまりのキッチンで
5. 友達に戻ろう
6. あなたを忘れない
7. ルカ
8. Rhythm of Universe
9. joker
10. こんな日にはあなたにとっても逢いたい
11. Halfway 〜永遠の途中〜
12. ミストラル à 東京
13. Delivery of Love 〜恋は熱いうちに〜
14. photograph
15. サヨナラを云わせて
16. 彼女のいちばん長い夜

### Disc-10
Aug.'92 - May.'93
1. 魔の刻
2. Especial Morning
3. ひとり
4. この手を伸ばして
5. 優しさのコントラスト
6. ラジオからのMessage
7. So far away
8. 想い出にあなたが傷つくように
9. ハープ橋を超えて…
10. Blue sunday
11. 天使のようなヤツ
12. Silent rouge
13. Walking with you
14. 誘う春の風

### Disc-11
1989.8.23 Yui Asaka Special Live in Osaka
1. Introduction
2. コンプレックスBANZAI!!
3. Melody
4. Believe Again
5. MC
6. NIGHT DANCER
7. 瞳にSTORM
8. セシル
9. NEVERLAND 〜YAWARA!メインテーマ〜
10. TRUE LOVE
11. ヤッパシ…H!
12. MC
13. 虹のDreamer
14. BANDIT
15. C-Girl
16. Don't You Know?
17. 恋のロックンロール・サーカス